# Stadion Schützenmatte
Stadion Schützenmatte – wielofunkcyjny stadion w Bazylei, w Szwajcarii. Może pomieścić 8000 widzów. Swoje spotkania na stadionie rozgrywają piłkarze klubu BSC Old Boys.